# 2.ª etapa do Tour de France de 2019
A 2.ª etapa do Tour de France de 2019 teve lugar a 7 de julho de 2019 com uma contrarrelógio por equipas em Bruxelas em Bélgica sobre um percurso de 27 km e foi vencida pelo Jumbo-Visma. Como consequência disso, o neerlandês Mike Teunissen manteve o maillot jaune.

## Classificação da etapa
| \| Classificação por etapas \| Classificação por etapas \| Classificação por etapas \| Classificação por etapas \| Classificação por etapas \| Classificação por etapas \| \| Equipe \| Equipe \| Tempo \| Intervalo de tempo \| Rapidez \| \| \| ------------------------ \| ------------------------ \| ------------------------ \| ------------------------ \| ------------------------ \| ------------------------ \| \| 1. \| Team Jumbo-Visma \| 28m57s \| \| 57.202 km/h \| \| \| 2. \| Ineos \| 29m17s \| + 20s \| 56.551 km/h \| \| \| 3. \| Deceuninck-Quick Step \| 29m18s \| + 21s \| 56.519 km/h \| \| \| 4. \| Team Sunweb \| 29m23s \| + 26s \| 56.358 km/h \| \| \| 5. \| Katusha-Alpecin \| 29m23s \| + 26s \| 56.358 km/h \| \| \| 6. \| EF Education First \| 29m25s \| + 28s \| 56.295 km/h \| \| \| 7. \| CCC Team \| 29m28s \| + 31s \| 56.199 km/h \| \| \| 8. \| Groupama-FDJ \| 29m29s \| + 32s \| 56.167 km/h \| \| \| 9. \| Bahrain-Merida \| 29m33s \| + 36s \| 56.041 km/h \| \| \| 10. \| Astana \| 29m38s \| + 41s \| 55.883 km/h \| \| |                       |        |                    |             |
| |                       |        |                    |             |
| Fonte: ProCyclingStats |                       |        |                    |             |
| Classificação por etapas |                       |        |                    |             |
| Equipe | Equipe                | Tempo  | Intervalo de tempo | Rapidez     |
| 1. | Team Jumbo-Visma      | 28m57s |                    | 57.202 km/h |
| 2. | Ineos                 | 29m17s | + 20s              | 56.551 km/h |
| 3. | Deceuninck-Quick Step | 29m18s | + 21s              | 56.519 km/h |
| 4. | Team Sunweb           | 29m23s | + 26s              | 56.358 km/h |
| 5. | Katusha-Alpecin       | 29m23s | + 26s              | 56.358 km/h |
| 6. | EF Education First    | 29m25s | + 28s              | 56.295 km/h |
| 7. | CCC Team              | 29m28s | + 31s              | 56.199 km/h |
| 8. | Groupama-FDJ          | 29m29s | + 32s              | 56.167 km/h |
| 9. | Bahrain-Merida        | 29m33s | + 36s              | 56.041 km/h |
| 10. | Astana                | 29m38s | + 41s              | 55.883 km/h |

## Classificações ao final da etapa

### Classificação geral(Maillot Jaune)
| \| Classificação geral \| Classificação geral \| Classificação geral \| Classificação geral \| Classificação geral \| \| Ciclista \| Ciclista \| Equipe \| Tempo \| \| \| ------------------- \| ------------------- \| --------------------- \| ------------------- \| ------------------- \| \| 1. \| Mike Teunissen \| Team Jumbo-Visma \| 4h51m34s \| \| \| 2. \| Wout van Aert \| Team Jumbo-Visma \| + 10s \| \| \| 3. \| Steven Kruijswijk \| Team Jumbo-Visma \| + 10s \| \| \| 4. \| Tony Martin \| Team Jumbo-Visma \| + 10s \| \| \| 5. \| George Bennett \| Team Jumbo-Visma \| + 10s \| \| \| 6. \| Gianni Moscon \| Team Ineos \| + 30s \| \| \| 7. \| Egan Bernal \| Team Ineos \| + 30s \| \| \| 8. \| Geraint Thomas \| Team Ineos \| + 30s \| \| \| 9. \| Dylan van Baarle \| Team Ineos \| + 30s \| \| \| 10. \| Elia Viviani \| Deceuninck-Quick Step \| + 31s \| \| |                   |                       |          |
| |                   |                       |          |
| Fonte: ProCyclingStats |                   |                       |          |
| Classificação geral |                   |                       |          |
| Ciclista | Ciclista          | Equipe                | Tempo    |
| 1. | Mike Teunissen    | Team Jumbo-Visma      | 4h51m34s |
| 2. | Wout van Aert     | Team Jumbo-Visma      | + 10s    |
| 3. | Steven Kruijswijk | Team Jumbo-Visma      | + 10s    |
| 4. | Tony Martin       | Team Jumbo-Visma      | + 10s    |
| 5. | George Bennett    | Team Jumbo-Visma      | + 10s    |
| 6. | Gianni Moscon     | Team Ineos            | + 30s    |
| 7. | Egan Bernal       | Team Ineos            | + 30s    |
| 8. | Geraint Thomas    | Team Ineos            | + 30s    |
| 9. | Dylan van Baarle  | Team Ineos            | + 30s    |
| 10. | Elia Viviani      | Deceuninck-Quick Step | + 31s    |

### Classificação por pontos(Maillot Vert)
| Classificação por pontos | Classificação por pontos | Classificação por pontos | Classificação por pontos | Classificação por pontos |
| Ciclista                 | Ciclista                 | Equipe                   | Pontos                   |                          |
| ------------------------ | ------------------------ | ------------------------ | ------------------------ | ------------------------ |
| 1.                       | Mike Teunissen           | Team Jumbo-Visma         | 50 pts                   |                          |
| 2.                       | Peter Sagan              | Bora-Hansgrohe           | 50 pts                   |                          |
| 3.                       | Sonny Colbrelli          | Bahrain-Merida           | 33 pts                   |                          |
| 4.                       | Michael Matthews         | Team Sunweb              | 27 pts                   |                          |
| 5.                       | Matteo Trentin           | Mitchelton-Scott         | 23 pts                   |                          |
| 6.                       | Greg Van Avermaet        | CCC Team                 | 21 pts                   |                          |
| 7.                       | Caleb Ewan               | Lotto-Soudal             | 20 pts                   |                          |
| 8.                       | Giacomo Nizzolo          | Dimension Data           | 18 pts                   |                          |
| 9.                       | Oliver Naesen            | AG2R La Mondiale         | 10 pts                   |                          |
| 10.                      | Lukas Pöstlberger        | Bora-Hansgrohe           | 10 pts                   |                          |

### Classificação da montanha(Maillot à Pois Rouges)
| Classificação da montanha | Classificação da montanha | Classificação da montanha | Classificação da montanha | Classificação da montanha |
| Ciclista                  | Ciclista                  | Equipe                    | Pontos                    |                           |
| ------------------------- | ------------------------- | ------------------------- | ------------------------- | ------------------------- |
| 1.                        | Greg Van Avermaet         | CCC Team                  | 2 pts                     |                           |
| 2.                        | Xandro Meurisse           | Wanty-Gobert              | 2 pts                     |                           |

### Classificação do melhor jovem(Maillot Blanc)
| Classificação dos jovens | Classificação dos jovens | Classificação dos jovens | Classificação dos jovens | Classificação dos jovens |
| Ciclista                 | Ciclista                 | Equipe                   | Tempo                    |                          |
| ------------------------ | ------------------------ | ------------------------ | ------------------------ | ------------------------ |
| 1.                       | Wout van Aert            | Team Jumbo-Visma         | 4h51m44s                 |                          |
| 2.                       | Gianni Moscon            | Team Ineos               | + 20s                    |                          |
| 3.                       | Egan Bernal              | Team Ineos               | + 20s                    |                          |
| 4.                       | Kasper Asgreen           | Deceuninck-Quick Step    | + 21s                    |                          |
| 5.                       | Enric Mas                | Deceuninck-Quick Step    | + 21s                    |                          |
| 6.                       | Nils Politt              | Katusha-Alpecin          | + 26s                    |                          |
| 7.                       | Lennard Kämna            | Team Sunweb              | + 26s                    |                          |
| 8.                       | Mads Würtz               | Katusha-Alpecin          | + 26s                    |                          |
| 9.                       | Søren Kragh Andersen     | Team Sunweb              | + 26s                    |                          |
| 10.                      | David Gaudu              | Groupama-FDJ             | + 32s                    |                          |

### Classificação por equipas(Classement par Équipe)
| Classificação por equipes | Classificação por equipes | Classificação por equipes | Classificação por equipes |
| Equipe                    | Equipe                    | Tempo                     |                           |
| ------------------------- | ------------------------- | ------------------------- | ------------------------- |
| 1.                        | Team Jumbo-Visma          | 15h04m09s                 |                           |
| 2.                        | Ineos                     | + 1m20s                   |                           |
| 3.                        | Deceuninck-Quick Step     | + 1m24s                   |                           |
| 4.                        | Team Sunweb               | + 1m44s                   |                           |
| 5.                        | Katusha-Alpecin           | + 1m44s                   |                           |
| 6.                        | EF Education First        | + 1m52s                   |                           |
| 7.                        | CCC Team                  | + 2m04s                   |                           |
| 8.                        | Groupama-FDJ              | + 2m08s                   |                           |
| 9.                        | Bahrain-Merida            | + 2m24s                   |                           |
| 10.                       | Mitchelton-Scott          | + 2m44s                   |                           |

## Abandonos
Nenhum.